# Lega Popolare Bangladese
La Lega Popolare Bangladese (in bengali: বাংলাদেশ আওয়ামী লীগ, in inglese Bangladesh Awami League), spesso chiamata semplicemente Lega Awami (AL), è un partito politico del Bangladesh.
Il partito afferma di ispirarsi ai valori di "nazionalismo bengalese, democrazia, secolarismo e socialismo".

## Storia

### La Lega Popolare di Tutto il Pakistan
Nel 1949 nacque la "Lega Musulmana Popolare di Tutto il Pakistan", quale scissione dalla "Lega Musulmana di Tutto il Pakistan". Nel 1955 il partito cambiò il proprio nome in "Lega Popolare di Tutto il Pakistan". Il primo segretario generale fu Shamsul Hoq del ramo bengalese del partito. Dal 1955 al 1966, il ramo bengalese della Lega si fece portavoce delle istanze della maggioranza dei cittadini di lingua bengali. Nel 1966 divenne segretario del partito Sheikh Mujibur Rahman, che diede vita al movimento "Sei punti", sostenitore di una decisa autonomia della provincia del Pakistan orientale, a maggioranza bengalese.
Alle elezioni del 1970 la Lega ottenne ben 167 su 313 seggi dell'Assemblea Pakistana (tutti eletti nel Pakistan orientale). Ciò permise alla Lega di governare senza bisogno di alleati. Il risultato elettorale determinò lo scoppio della guerra di liberazione bangladese, che vide da una parte il Pakistan occidentale e dall'altra il Pakistan orientale e l'India. La Lega ebbe un ruolo di primo piano nella vittoria sul Pakistan occidentale.

### Il BAKSAL
Ottenuta l'indipendenza del Bangladesh, la Lega vinse le elezioni del 1972 e cambiò il proprio nome in Lega Popolare. Il nuovo governo decise di violare l'embargo statunitense verso l'Egitto. Ciò provocò la reazione statunitense, che estese l'embargo anche al Bangladesh. Ciò accentuò la crisi alimentare del paese e portò a scioperi e manifestazioni. Sheikh Mujibur Rahman, allora, si proclamò presidente, sciolse tutti i partiti politici e rinominò il partito in "Lega Popolare dei Lavoratori e Contadini del Bangladesh" (Bangladesh Krishok Sramik Awami League, BAKSAL).
Nell'agosto del 1975 Mujibur Rahman venne assassinato dal alcuni esponenti dell'esercito e venne instaurato un regime militare. Alle elezioni parlamentari del 1979, la Lega, ormai divisa in diverse fazioni, non ottenne alcun risultato di rilievo.

### La Lega popolare bangladese
Nel 1981, la fazione più grande del partito, la Lega Popolare Bangaldese, elesse come proprio presidente Sheikh Hasina, figlia maggiore di Sheikh Mujibur Rahman, che si era esiliata prima in Regno Unito e poi in India. La nuova presidente riorganizzò le varie fazioni del partito, ma decise di non prendere parte alle elezioni presidenziali del 1982 dovute all'assassinio del Presidente del Bangladesh Ziaur Rahman, fondatore del Partito Nazionalista del Bangladesh (BJD). Le elezioni vennero vinte dal Abdus Sattar del BJD, ma poco pochi mesi il generale Hossain Mohammad Ershad esautorò Sattar, si proclamò "Capo dell'amministrazione per la legge marziale" e fece nominare Presidente il giurista Ahsanuddin Chowdhury. Nel 1983, Ershad si fa nominare Presidente. Per tutto il mandato di Ershad (1983-1990) la Lega boicotterà le elezioni politiche, vinte sempre dal partito di Ershad, il Partito Nazionale.
Alle elezioni del 1991, la Lega risultò il primo partito con il 33% dei consensi. Nel 1994 vinse le elezioni per i consigli comunali di Dacca, la capitale, e di Chittagong, la capitale economica del Paese. Nel 1995 la Lega abbandonò il parlamento invocando una riforma elettorale. Boicottò le elezioni politiche del febbraio 1996 e vinse quelle del giugno dello stesso anno con il 36% dei voti. La Lega diede vita ad un governo di unità nazionale e fece eleggere Presidente del Bangladesh il giudice indipendente Shahabuddin Ahmed. Alle politiche del 2001 la Lega incrementò i propri voti ottenendo il 40% dei suffragi. Ciò nonostante, la Lega ottenne appena 62 seggi su 300, il 20,6%. Gli avversari del Partito Nazionale Bangladese ed i loro alleati, invece, con il 46% complessivo di voti, ottennero i 2/3 dei seggi. Dal 2001 al 2005 la Lega subì gli omicidi di vari suoi esponenti, tra cui Shah A.M.S. Kibria ex ministro delle finanze e responsabile per le campagne elettorali. Ciò nonostante nel 2005 la Lega riuscì a far eleggere un proprio candidato sindaco di Chittagong.
Al termine del mandato della presidente del consiglio Khaleda Zia del BJD, ottobre 2006, la Costituzione prevedeva la creazione di un Governo di transizione che garantisse il passaggio verso la nuova legislatura e organizzasse elezioni libere. La decisione di attribuire la guida di questo esecutivo al Presidente della Repubblica, Iajuddin Ahmed, eletto con l'appoggio del BJD, provocò le proteste della Lega Popolare Bengalese e dei suoi alleati, che diedero vita ad una serie di manifestazioni di piazza. L'11 gennaio 2007, per il prolungarsi della crisi politica venne proclamato lo Stato d'emergenza e le elezioni, previste per il 22 gennaio successivo, vennero rinviate. Venne costituito un governo di transizione presieduto da Fakhruddin Ahmed e sostenuto dalle Forze armate, che ha amministrò il Paese fino al dicembre 2008.
Alle elezioni del dicembre 2008, la Lega ottenne ben 230 seggi su 300.

## Risultati elettorali
| Elezione                   | Voti                | Seggi     |
| -------------------------- | ------------------- | --------- |
| Parlamentari 1973          | 13.798.717          | 293 / 300 |
| Parlamentari 1979          | 4.734.277           | 39 / 300  |
| Parlamentari 1986          | 7.462.157           | 76 / 300  |
| Parlamentari 1988          | Elezioni boicottate | 0 / 300   |
| Parlamentari 1991          | 10.259.866          | 88 / 300  |
| Parlamentari febbraio 1996 | Elezioni boicottate | 0 / 300   |
| Parlamentari giugno 1996   | 15.882.792          | 146 / 300 |
| Parlamentari 2008          | 33.634.629          | 230 / 300 |
| Parlamentari 2014          | 36.173.883          | 234 / 300 |
| Parlamentari 2018          | 63.523.066          | 302 / 350 |